# Did My Time
Did My Time — песня ню-метал-группы Korn и первый сингл с их шестого студийного альбома, Take a Look in the Mirror, а также промосингл к фильму Лара Крофт: Расхитительница гробниц 2 — Колыбель жизни. Песня является рабочим неизданным материалом с альбома Untouchables. Джеймс «Манки» Шаффер написал основной рифф и играл его каждый день, но продюсер Майкл Бейнхорн принял решение не оставлять этот материал. В начале 2003 Korn закончили работу над песней и привлекли внимание Парамаунт Пикчерз, которая захотела использовать «Did My Time» в фильме Лара Крофт: Расхитительница гробниц 2 — Колыбель жизни. Несмотря на то, что песня вышла в виде сингла к фильму и было снято видео с участием Анджелины Джоли, песня не вошла в саундтрек кинофильма из-за условий контракта со звукозаписывающим лейблом. «Did My Time» стал единственным синглом Korn, сумевшим попасть в топ-40 чарта Billboard Hot 100, на 38-е место по результатам физических продаж дисков. Также сингл добился успеха в чартах Modern Rock и Mainstream Rock.

## Джонатан Дэвискомментирует значение песни
В основном, песня о тех вещах в моей жизни, которые продолжаются без конца. Когда я наконец смогу сделать долбанный перерыв? Я говорю, что я заплатил свои долги, и я заслужил свободное время. А все это дерьмо продолжает происходить в моей жизни. Когда уже случится что-нибудь хорошее?

## Видеоклип
Режиссером музыкального видео выступил Дэйв Мейерс, который в основном известен своими работами с рэпером Мисси Эллиотт. В клипе снялась Анджелина Джоли, исполнительница главной роли в фильме Лара Крофт: Расхитительница гробниц 2 — Колыбель жизни. По сюжету видеоклипа Джоли идет по аллее, когда земля начинает трескаться. Из этих трещин поднимается черный туман, который на протяжении всего видео засасывает в себя любые объекты, превращая их в ничто, а затем трансформируется в участников Korn. По мере развития песни дым вокруг них становится всё больше. В конце клипа черный туман вместе с группой исчезают, после чего исчезают и трещины. На протяжении всего видео показываются кадры из Лары Крофт — расхитительница гробниц: Колыбель жизни. В клипе присутствует киноляп, когда Дэвид Сильверия появился вместе с ударной установкой, в конце он исчезал без неё, а уже после этого исчезала она сама.

## Список композиций
1. «Did My Time» — 4:10
2. «Did My Time (The Grayedout Mix)» — 4:47
3. «One (Live)» — 4:31 с церемонии MTV Icon: Metallica. Написана Джеймсом Хэтфилдом и Ларсом Ульрихом. Записана вживую 5 марта, 2003